# Otto Kämper
Otto Kämper (* 4. Juli 1882 in Köln; † 6. Januar 1962 in Frankfurt am Main) war ein deutscher Bankmanager.

## Leben
Otto Kämper, 1906 zum Dr. jur. promoviert, war zunächst Rechtsanwalt und Notar in Müncheberg. Er nahm am Ersten Weltkrieg teil. Nach seiner Rückkehr aus dem Krieg wurde er Bürgermeister von Müncheberg. Durch seine kommunalpolitische Tätigkeit erwarb er Erfahrungen im Wohnungsbau. 1921 trat er in den Vorstand der GAGFAH ein. 1922 wurde er Oberregierungsrat im Freistaat Braunschweig. Ferner war er Geschäftsführer der auf seinen Vorschlag hin gegründeten Braunschweig GmbH, die den braunschweigischen Bergwerksbesitz, einige Domänen sowie die Industrie-Staatsbetriebe verwaltete. 
Kämper war eine wichtige Persönlichkeit der Deutschen Bau- und Bodenbank, aus der später die Aareal Bank hervorging. Seit 1923 war er als Erster Direktor Vorstandsmitglied, seit 1933 Aufsichtsratsmitglied der Bank, bis 1943 als dessen Vorsitzender. Kämper war Mitglied der NSDAP. Von 1938 bis 1950 hatte er seinen Wohnsitz in der Steiermark. Mittels einer Tochtergesellschaft der Deutschen Bau- und Bodenbank in Wien engagierte er sich auch im österreichischen Wohnungsbau.
1949 wurde er erneut Vorstandsmitglied und von 1950 bis 1955 Vorstandsvorsitzender. Bis 1962 gehörte er dem Aufsichtsrat der Bank als stellvertretender Vorsitzender an. Von 1952 bis zum 29. Juni 1961 war er auch Aufsichtsratsmitglied der GAGFAH.
Kämper war ein Experte auf den Gebieten des Wohnungsbaus und der Wohnungsbaufinanzierung, zu denen er vielfältige Fachbeiträge lieferte. Für diese Verdienste erhielt er 1952 das Große Bundesverdienstkreuz.

## Werke (Auswahl)
- Betrachtung des nachstelligen Grundkredits im In- und Auslande. Berlin 1938.
- Der Wohnungsbau und seine Finanzierung in den Vereinigten Staaten von Amerika. Bonn 1955.